# Коломийцев, Константин Гаврилович
Константин Гаврилович Коломийцев (17 декабря 1904 — 23 сентября 1983) — передовик советского железнодорожного транспорта, начальник Приднепровской железной дороги, Днепропетровская область, Герой Социалистического Труда (1966).

## Биография
Родился 17 декабря 1904 года на территории современной Донецкой области в семье рабочих. Завершив обучение в школе в 1920 году стал трудиться на железной дороге. С 1920 по 1924 годы работал конторщиком службы движения Рязано-Уральской железной дороги, затем с 1924 по 1925 годы трудился в должности секретаря комсомольской ячейки станции Саратов-1. В 1925 году стал обучаться на профессиональных курсах. После завершения обучения в 1926 году стал работать запасным агентом.
С 1926 по 1928 годы проходил службу в рядах Красной армии. После увольнения в запас с 1928 по 1929 годы работал в должности секретаря, а затем трудился диспетчером службы движения Рязано-Уральской железной дороги. Участник коллективизации в Лысогорском районе, Саратовской области.
В 1930 году по направлению стал обучаться в Московском институте инженеров железнодорожного транспорта. Завершив обучение в институте в 1933 году был направлен трудиться в должности инженера станции Саратов. С декабря 1934 года был назначен и выполнял обязанности заместителя начальника станции Саратов-2. В дальнейшем трудился в должности заместителя старшего диспетчера Саратовского отделения дороги, потом был начальником технического отдела службы движения, заместителем начальника и начальником службы движения, заместителем начальника Центрального управления движения Наркомата путей сообщения СССР.
С 1939 года работал в должности помощника начальника распорядительного отдела службы движения Рязано-Уральской железной дороги. В годы Великой Отечественной войны, с июня 1941 года был заведующим транспортным отделом Саратовского горкома партии, а с 1945 года – заведующим транспортным отделом Саратовского обкома партии.
В 1948 году назначен на должность главного инженера Рязано-Уральской железной дороги, а с июня 1949 стал работать первым заместителем начальника Уфимской железной дороги. С 9 марта 1951 года стал занимать должность начальника Сталинской (с 1961 года – Приднепровской) железной дороги. Является организатором строительства новых участков, реконструкции существующих, их электрификации. На этой железной дороге грузооборот при его руководстве увеличился на 32%, пассажирооборот – на 30%.
Указом Президиума Верховного Совета СССР от 4 августа 1966 года за выдающиеся успехи, достигнутые в выполнении заданий семилетнего плана перевозок, развитии и технической реконструкции железных дорог Константину Гавриловичу Коломийцеву присвоено звание Героя Социалистического Труда с вручением ордена Ленина и золотой медали «Серп и Молот».
Продолжал работать на железной дороге. В 1969 году вышел на пенсию. Стал трудиться преподавателем в Днепропетровском металлургическом институте.
Являлся делегатом съездов Компартии Украины, депутатом Днепропетровского областного Совета депутатов трудящихся, членом обкома Компартии Украины.
Проживал в городе Днепропетровске. Умер 23 сентября 1983 года.

## Награды
За трудовые и боевые успехи удостоен:
- золотая звезда «Серп и Молот» (04.08.1966),
- два ордена Ленина (01.08.1959, 04.08.1966),
- Орден Трудового Красного Знамени (29.07.1945),
- два ордена «Знака Почёта» (26.06.1959, 04.05.1971),
- Медаль «За трудовую доблесть»,
- Медаль «За оборону Сталинграда»
- другие медали.
- Почётный железнодорожник
- Изобретатель СССР